# Sarahsville (Ohio)
Pour les articles homonymes, voir Sarahsville.
Sarahsville est un village américain situé dans le comté de Noble, dans l'Ohio. Selon le recensement de 2010, sa population est de 166 habitants.